# راديكوندولي
راديكوندولي هي بلدية في مقاطعة سيينا في منطقة توسكانا الإيطالية، وتقع على بعد 60 كيلو مترا (37 ميلا) جنوب غرب فلورنسا، وحوالي 25 كيلو مترا (16 ميلا) جنوب غرب سيينا.

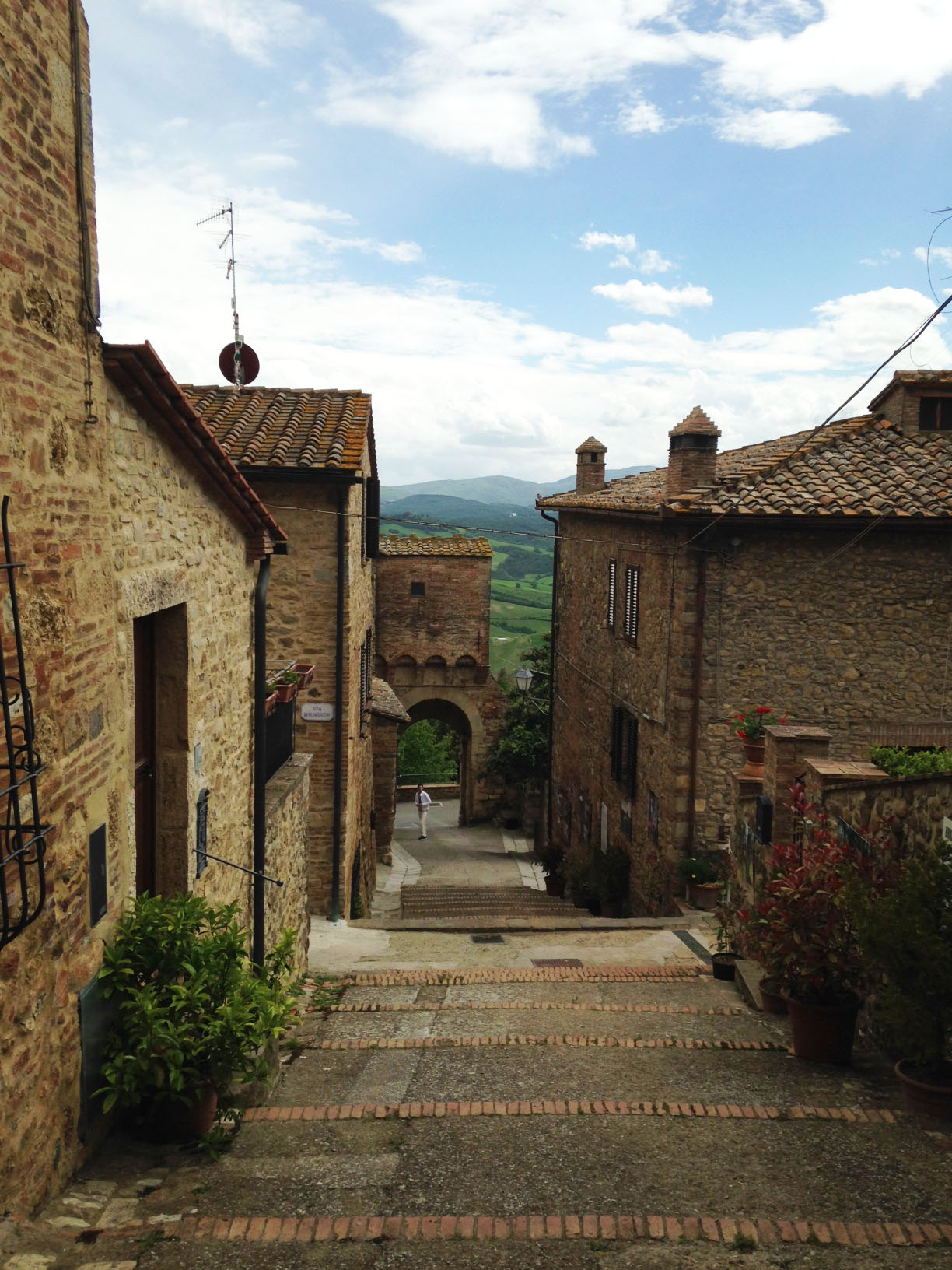
Street view

## المعالم السياحية الرئيسية
تشمل الكنيسة الجماعية في سانتي سيموني إي جيودا في راديكوندولي على أعمال لبيترو دي دومينيكو وأليساندرو وكاسولاني.

## أشخاص
لوتشيانو بيريو، ملحن إيطالي عاش في راديكوندولي من عام 1972.

## روابط خارجية
- الموقع الرسمي

بلديات